# Friedrich Wildgraf von Kyrburg
Friedrich Wildgraf von Kyrburg († nach 1310) war ein Adeliger aus dem Geschlecht der Wildgrafen und Provinzmeister bzw. Großprior des Templerordens für Oberdeutschland.

## Familie
Er war ein Sohn Emichs, Wildgraf von Dhaun bzw. Kyrburg († 1289) und dessen Gattin Elisabeth von Montfort, Tochter des Grafen Hugo von Montfort und Schwester des Bischofs Heinrich I. von Chur († 1272).
Friedrichs Bruder Emicho Wildgraf von Kyrburg († 1311) amtierte als Bischof von Freising, der Bruder Gerhard dort als Dompropst und Hugo, ein weiterer Bruder, als Domkapitular in Mainz. Brüder des Vaters waren Erzbischof Gerhard I. von Mainz, Bischof Konrad II. von Freising und Heinrich, Abt von St. Maximin in Trier.

## Leben
Friedrich Wildgraf von Kyrburg gehörte als Ritter dem Orden der Templer an. Über sein Leben bzw. die genauen Daten ist nicht viel bekannt. Von 1287 bis 1309 urkundete er als Präzeptor bzw. Provinzmeister (Großprior) des Ordens für Alemannien und Slavien. In diesem Amt war er in seinem Bezirk der direkte Vertreter des Großmeisters. Es gab zuletzt im deutschen Templerorden drei Großpriore, die alle den Titel Heermeister in Alemannien und Slavien führten, nämlich den oberdeutschen Friedrich Wildgraf von Kyrburg, den norddeutschen bzw. brandenburgischen Friedrich von Alvensleben und einen böhmischen. Mehrere der Urkunden von Wildgraf Friedrich beziehen sich auf Schenkungen an die Templerkommende Kirchheim, wo er sich auch überwiegend aufgehalten haben soll.
Ab Oktober 1307 begann die Verfolgung des Templerordens auf Betreiben König Philipps IV. von Frankreich, der dahingehend Druck auf den französischen Papst Clemens V. ausübte. Am 13. Oktober 1307 wurden viele Tempelritter wegen fadenscheiniger Beschuldigungen in der Pariser Templerburg verhaftet, u. a. auch der Großmeister Jacques de Molay, den man 1314 hinrichtete.
Papst Clemens V. hatte im August 1308 eine Bulle an die deutschen Bischöfe erlassen, in der er diese aufforderte, analog zu den Vorgängen in Frankreich, auch hier eine Untersuchung gegen den Templerorden einzuleiten. Diesem Ersuchen kam Erzbischof Peter von Aspelt erst auf der Mainzer Provinzial-Synode vom 12. bis 14. Mai 1310 nach. Es wird überliefert, dass Friedrich Wildgraf von Kyrburg mit 20 bewaffneten Tempelrittern unerwartet auf dieser Synode erschien, die Unschuld seines Ordens feierlich bekräftigte, gegen den Prozess Verwahrung einlegte und zur Urteilsfindung an einen zukünftigen, neutralen Papst appellierte. (Die Quellen nennen zwar den Mainzer Domherrn Hugo Wildgraf von Kyrburg, der jedoch kein Tempelritter war und nicht in der „Wir-Form“ hätte für die Tempelritter sprechen können. Man geht weithin von einer schlichten Verwechslung des Vornamens der beiden Brüder aus.) Daraufhin vertagte die Versammlung ihre Entscheidung. Eine erneute Synode am 1. Juli 1313 in Mainz sprach den Templerorden frei und beließ ihn im Besitz aller seiner Güter.
Auf einer ähnlichen Synode, 1310 in Trier, erbot sich Wildgraf Friedrich zur Herbeiführung eines Gottesurteils sogar glühendes Eisen zu berühren, um die Unschuld des Ordens zu demonstrieren. Hierbei wollte er auch die Person des Großmeisters Jacques de Molay eingeschlossen wissen, da er mit ihm viel umgegangen sei. Auch habe er sich mit ihm im Hl. Land aufgehalten.
Unabhängig von den günstigen Untersuchungsergebnissen in Deutschland löste das Konzil von Vienne den Templerorden am 22. März 1312 auf.
Ein Vetter hatte dem schon betagten Templerprovinzmeister Friedrich Wildgraf von Kyrburg bereits 1309 die Hälfte seiner Burg Dhronecken, als Ruhesitz überlassen. Hier dürfte er die letzten Lebensjahre verbracht haben und auch gestorben sein. Wilhelm Ferdinand Wilcke vermutet in seiner Geschichte des Tempelherrenordens nach den vorhandenen und mehreren bisher unbenutzten Quellen (Leipzig 1835), Wildgraf Friedrich sei nach Auflösung der Tempelritter in das Mainzer Domkapitel eingetreten.